# 딥 라이징
《딥 라이징》(영어: Deep Rising)은 1998년 개봉한 미국의 공포 영화이다.

## 줄거리
폭풍우가 몰아치는 남중국해에서 선장 존 피네건과 그의 일행은 정체를 알 수 없는 용병들에게 고용되어 목적지로 향한다. 한편, 호화 유람선 아르고노티카 호는 처녀 항해에 나선다. 항해 중 누군가 고의로 선박의 항해 시스템과 통신을 마비시키고, 그 직후 알 수 없는 무언가가 배 밑에서 솟아올라 배를 공격하며 승객들이 괴생명체에게 무참히 살해당한다.
아르고노티카 호에서 떨어져 나간 고속정이 피네건의 배와 충돌하고, 용병들은 유람선을 장악하여 승객들의 재물을 약탈하고 배에 실린 어뢰로 배를 침몰시킬 계획을 세운다. 일행 중 일부가 배를 수리하기 위해 남겨진 사이, 용병들은 유람선에 탑승하지만 괴생명체에게 공격을 받는다. 피네건 일행은 승객이 사라진 무도회장을 발견하고, 배를 수리하기 위해 부품을 찾던 중 괴생명체의 습격을 받는다. 그 와중에 피네건은 생존자인 트리리언과 만나게 된다. 한편, 금고에 도착한 용병들은 숨어있던 선박 소유주 캐넌과 맞닥뜨리고, 이 과정에서 우발적으로 다른 승객들을 살해하게 된다.
캐넌은 보험금을 노리고 배를 침몰시키기 위해 용병들을 고용했다는 사실이 밝혀진다. 괴생명체는 오토이아의 진화된 형태로, 희생자의 체액을 빨아들이고 피투성이 시체를 내뱉는다는 것이 캐넌의 추측이다. 생존자들은 필사적으로 도망치지만, 동료들은 하나씩 괴생명체에게 희생된다. 피네건 일행은 배의 앞부분으로 몰리게 되고, 그곳에서 수많은 해골과 피가 가득한 괴물의 '먹이터'를 발견한다. 캐넌은 자신의 보험 사기 계획을 숨기기 위해 일행을 속여 배 앞부분으로 보내고, 자신은 다른 탈출로를 찾는다.
괴생명체들은 선체를 뚫고 들어와 하부 갑판을 침수시키고 생존자들을 분리시킨다. 용병 중 하나인 하노버는 괴물들의 추격을 늦추기 위해 조이를 다치게 하고, 결국 괴물에게 잡아먹힌다. 피네건과 트리리언은 섬을 발견하고 피네건의 배로 돌아가지만, 엔진 부품을 잃어버린 탓에 탈출할 수 없다는 것을 알게 된다. 조이는 배를 수리하기 시작하고, 피네건은 아르고노티카 호에 충돌하여 어뢰를 폭파시키기 위해 배의 자동 조종 장치를 작동시킨다. 트리리언은 유람선에서 제트 스키를 찾아 연료를 얻고 섬으로 탈출할 계획을 세우지만, 캐넌에게 발각된다. 피네건은 트리리언을 구하고 캐넌을 쫓는다. 괴물들은 본체를 드러내고 거대한 심해 괴물 옥탈루스의 촉수임이 밝혀진다. 피네건은 옥탈루스를 쏘아 눈을 멀게 하고 트리리언과 함께 제트 스키로 탈출한다. 캐넌은 피네건의 배에 뛰어들어 도망치려 하지만 다리를 다치고, 자동 조종 장치를 끌 수 없어 배와 함께 폭발에 휘말려 죽음을 맞이한다.
피네건과 트리리언은 섬에 도착하여 조이와 재회한다. 그러나 정글에서 큰 울음소리가 들려오고, 화산이 보이는 섬에서 무언가 거대한 것이 해변으로 다가온다.

## 배역
- 트리트 윌리엄스 - 존 피니건
- 팜케 얀센 - 트릴리안 세인트제임스
- 앤서니 힐드 - 사이먼 캔턴
- 케빈 J. 오코너 - 조이 팬투치
- 웨스 스투디 - 하노버
- 데릭 오코너 - H. W. 애서턴
- 제이슨 플레밍 - 멀리건
- 클리프 커티스 - 마물리
- 클리프턴 파월 - 메이슨
- 트레버 고더드 - 티레이
- 자이먼 운수 - 비보
- 유나 데이먼 - 레일라
- 클린트 커티스 - 빌리
- 프랭크 웰커 - 옥탈루스(목소리 출연)

## 한국판 성우진(KBS) (2002년 8월 17일)
- 홍시호 - 피니건(트리트 윌리엄스)
- 강희선 - 트릴리안(팜케 얀센)
- 오세홍 - 캔튼(안소니 힐드)
- 정훈석 - 팬투치(케빈 J. 오코너)
- 문영래 - 하노버(웨스 스투디)
- 김정호 - 선장(데릭 오코너)
- 김영민 - 메이슨(클리프턴 파월)
- 김준 - 티레이(트레버 고다드)
- 차명화 - 레일라(우나 데이먼)
- 김민석 - 빌리(클린트 커티스)
- 김영진 - 비보(자이먼 운수)
- 양석정 - 멀리건(제이슨 플레밍)
- 임진응 - 마물리(클리프 커티스)